# Ołbin

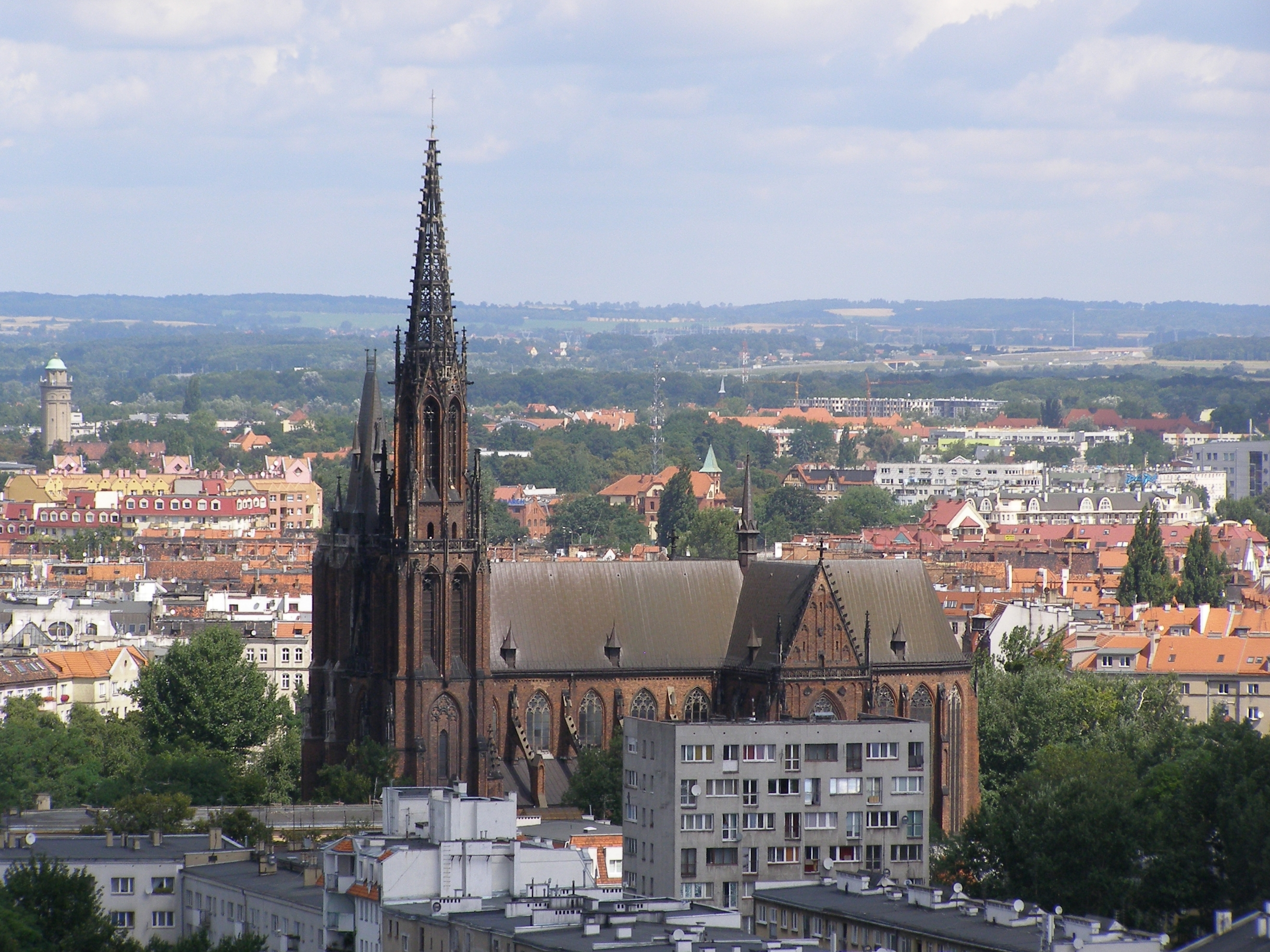
Die Michaeliskirche

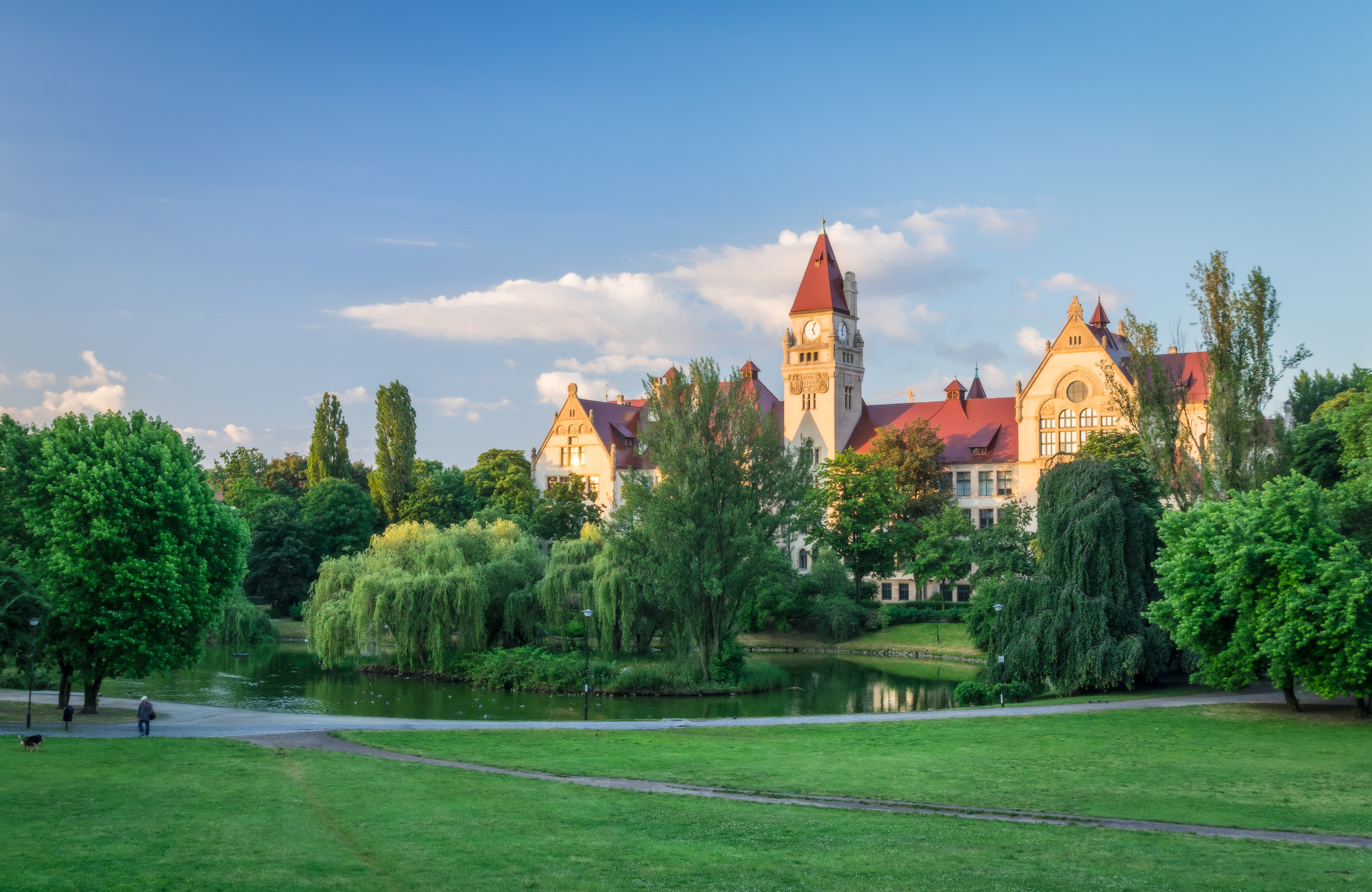
Der Waschteich Park und das Fakultätsgebäude der Architektur der Technischen Universität Breslau

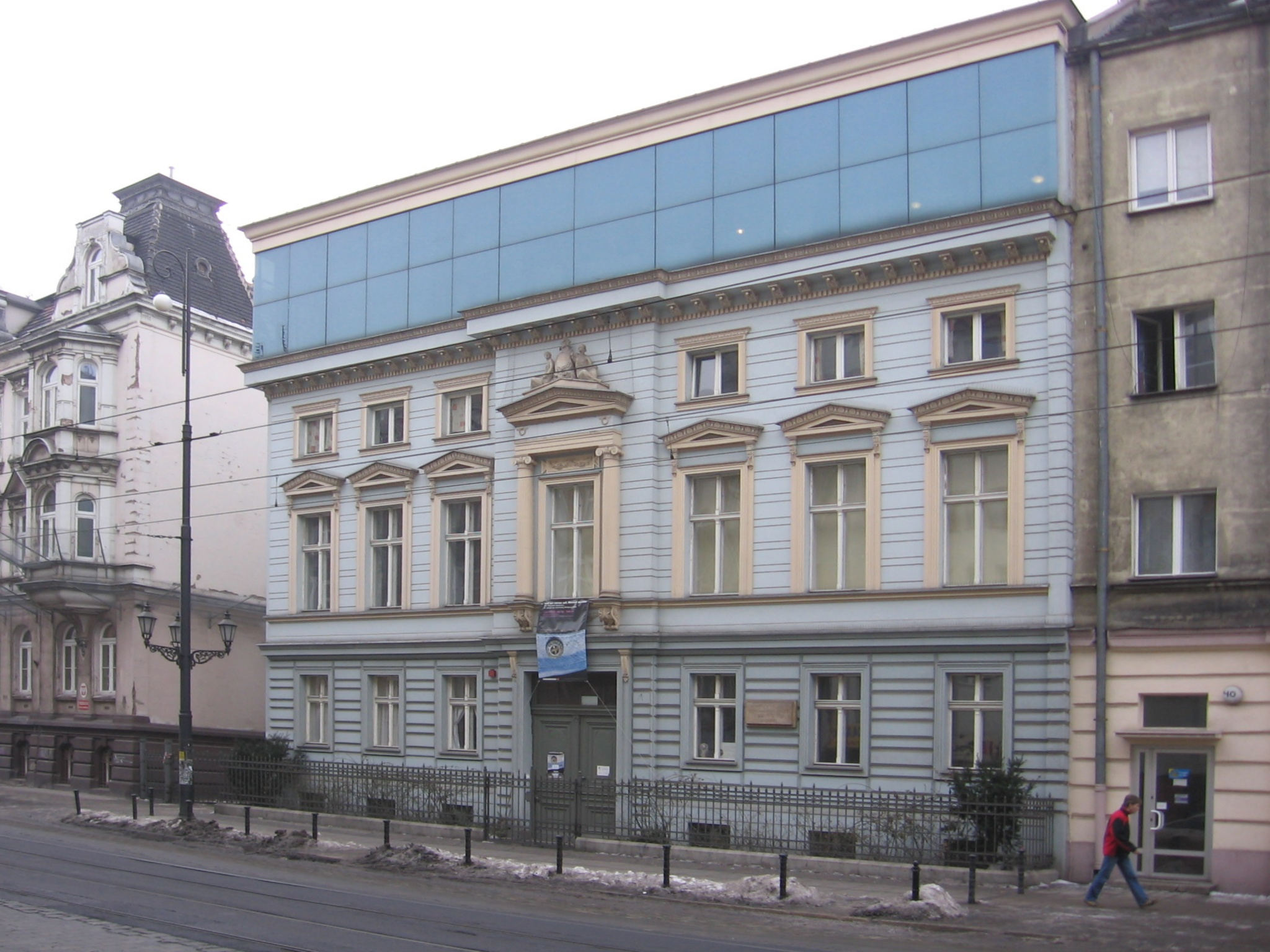
Das Haus der Edith Stein in der Nowowiejska 38

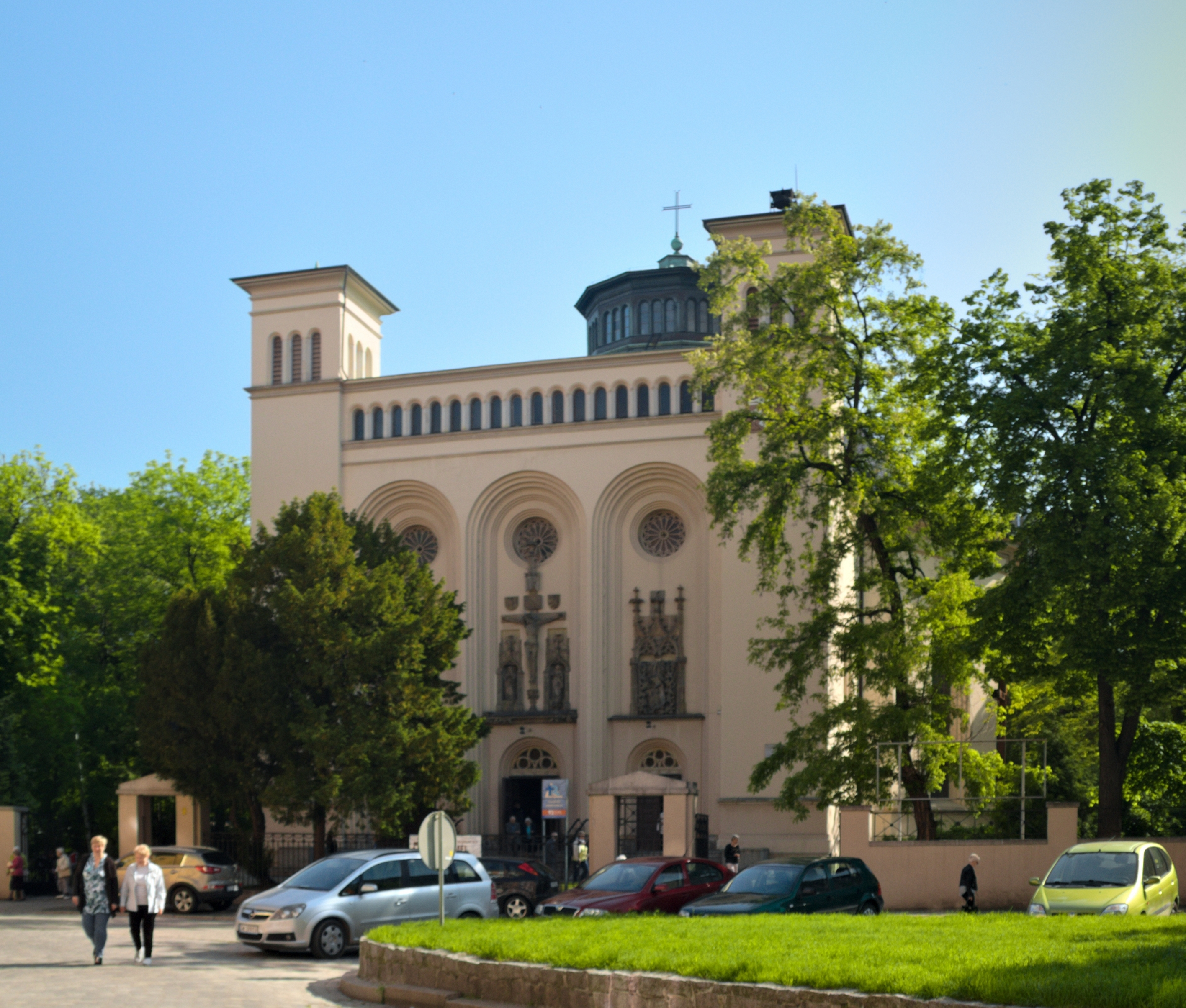
Die Elftausend-Jungfrauen-Kirche

Ołbin (deutsch Elbing) ist ein im Norden der Dominsel gelegener Stadtteil der Innenstadt in Breslau. Heute grenzt er im Westen an die Stadtteile Kleczków und Nadodrze (im Westen), dem Altstadtring, im Süden an den Grunwaldplatz und im Norden an die Oder. In dem Viertel befindet sich berühmte Bauwerke wie die von dem Architekten Alexis Langer erbaute Michaeliskirche, der Waschteich Park und die bekannten Straßen Wyszynski, Nowowiejska und Prusa. Nach Schätzungen der Stadt Breslau hatte Elbing im Jahr 2004 eine Bevölkerung von rund 41.100 Menschen.

## Name
Der Ort wurde zum ersten Mal in einem lateinischen Dokument aus dem Jahr 1175 als „Olbinum“ und in einer Passage unter „in Olbino“ erwähnt, so auch 1201. Daneben wurden in lateinischen Einträgen aus dem Jahr 1202 der Name „Olpinow“, 1253 „Vlbim“ (LA: „Vlbin“) und „Uolbim“, 1264 „Olbin“, „Albingum“, *„Olbingum“ und „Elbinga“ gefunden.
Die Bedeutung des Namens ist nicht klar. Es wird einerseits vermutet, dass er eine Ableitung des Namens „Albin“ ist, andererseits sagen andere Linguisten wie Paul Hefftner, dass er die Bedeutung „Schwan“ hat.
Nach Stanisław Rospond ist der Name von der slawischen Wurzel *łob- abgeleitet, der in allen slawischen Sprachen mit der Vegetation auf sumpfigem und feuchtem Grund verbunden ist. Der ursprüngliche Name Łobin(o) wäre also topographisch (wie Brzezin[o], Wierzbin[o] und Lipin[o]) und bezeichnete das Feuchtgebiet des ehemaligen Altwassers der Oder, wurde aber durch die im westslawisch-deutschsprachigen Grenzbereich auftretenden Metathesen ol↔lo und b↔p umgeformt.
Die aktuelle (polnische) Form „Ołbin“ wird seit 1972 in der Umgangssprache verwendet.

## Geschichte
Um 1140 wurde auf dem Elbing ein Benediktinerstift errichtet, das jedoch schon etwa 1180 mit Prämonstratenser-Chorherren besetzt wurde. Diese gaben 1530 den Standort auf und zogen in das ehemalige Franziskanerkloster in der Altstadt um.
Olbin blieb größtenteils bis in das frühe neunzehnte Jahrhundert außerhalb der Mauern der Stadt Breslau.
Dieser und der geschützte Teil wurden jedoch schon in den Jahren 1768 und 1800 in die Stadtverwaltung integriert. Der nördliche, am Ufer der Oder gelegene Teil wurde oft von belagernden Armeen geplündert oder – wie im 16. Jahrhundert – von den Verteidigern der Stadt zerstört, um zu verhindern, dass die Angreifer darin Schutz suchen können. Nach der Eroberung von Breslau im Jahre 1807 durch Napoleons Armee und der Entscheidung der Besatzungsbehörden die Stadtbefestigung zu zerstören und den Graben zu entfernen, wurde der außenliegende Teil Elbings und einige andere umliegende Dörfer zu Vororten Breslaus.
Am westlichen Rand von Elbing, in der Olbińskistraße 1, stand die erste Kapelle Viertels „St. Hieronymus“ (aus dem vierzehnten Jahrhundert), danach entstand Kirche St. Ursula und die Elftausend-Jungfrauen-Kirche (heute „Kirche zum Schutz des hl. Josef“). In der Nähe der Kirche wurden ein Leprosorium und ein Frauenhaus betrieben. Im Jahr 1776, auf Geheiß Friedrichs des Großen baute Carl Gotthard Langhans im südlichen Teil Elbings, in der Nähe der Kreuzung der Sienkiewicz- und Kielcestraße, das „Friedrichstor“. Das Gebäude diente nach 1820 als Zuflucht für die Armen, bis im Jahre 1858 beschlossen wurde, es abzureißen. In der Mitte des neunzehnten Jahrhunderts, in unmittelbarer Nähe der Michaeliskirche wurde auch eine Glashütte betrieben.
Während der Belagerung von Festung Breslau im Jahr 1945 wurden in dem Viertel nicht so viele Gebäude wie in anderen Stadtteilen zerstört. Deshalb gibt es einen reichen Bestand an jahrhundertealten Gebäuden. Seit 1991 gehört der Stadtteil zur Innenstadt.